# Episodi di Paul Temple (terza stagione)
La terza stagione della serie televisiva Paul Temple è stata trasmessa in anteprima nel Regno Unito dalla BBC tra il 10 gennaio 1971 e l'11 aprile 1971.
| nº | Titolo originale             | Titolo italiano | Prima TV UK      | Prima TV Italia |
| -- | ---------------------------- | --------------- | ---------------- | --------------- |
| 1  | House of the Dead            |                 | 10 gennaio 1971  |                 |
| 2  | Sea Burial                   |                 | 17 gennaio 1971  |                 |
| 3  | Night Train                  |                 | 24 gennaio 1971  |                 |
| 4  | Corrida                      |                 | 7 febbraio 1971  |                 |
| 5  | Death for Divers' Reasons    |                 | 2 febbraio 1971  |                 |
| 6  | A Greek Tragedy              |                 | 21 febbraio 1971 |                 |
| 7  | The Specialists              |                 | 28 febbraio 1971 |                 |
| 8  | Has Anybody Here Seen Kelly? |                 | 7 marzo 1971     |                 |
| 9  | Requiem for a Don            |                 | 14 marzo 1971    |                 |
| 10 | Motel                        |                 | 21 marzo 1971    |                 |
| 11 | Cue Murder!                  |                 | 28 marzo 1971    |                 |
| 12 | Death of Fasching            |                 | 4 aprile 1971    |                 |
| 13 | Catch Your Death             |                 | 11 aprile 1971   |                 |